# 밤을 걷는 뱀파이어 소녀
《밤을 걷는 뱀파이어 소녀》(영어: A Girl Walks Home Alone at Night, 페르시아어: دختری در شب تنها به خانه می‌رود)는 2014년 공개된 미국의 공포 영화이다.

## 출연

### 주연
- 세일라 밴드
- 아라쉬 마란디
- 도미닉 레인스

### 조연
- 마샬 마네쉬
- 모잔 마르노

## 기타
- 공동프로듀서: 셔리 대바니
- 라인프로듀서: 마이클 J. 잠피노